# Hristo Tatarchev

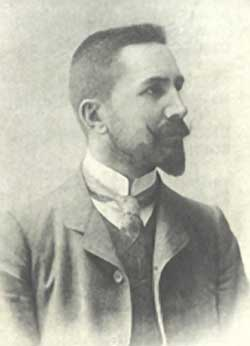
Hristo Tatarchev

Hristo Nikolov Tatarchev (também escrito Hristo Nikolov Tatarchev, búlgaro Христо Николов Татарчев; nascido em 16 de dezembro de 1869 em Resen, agora na Macedônia; † 5 de janeiro de 1952 em Turim, Itália) foi um revolucionário búlgaro, fundador e membro do Comitê Revolucionário da Macedônia-Adrianopla. O revolucionário Mikhail Tatarchev era seu irmão.
Desde 2013, o Tatarchev Nunatak na Antártida recebeu seu nome.